# Первый кабинет Санчеса
Кабинет Санчеса (исп. Gobierno Sánchez) — кабинет министров Испании во главе с председателем правительства Педро Санчесом (Испанская социалистическая рабочая партия). Педро Санчес сформировал правительство 7 июня 2018 года в результате успеха вотума недоверия против правительства Мариано Рахоя 1 июня. Санчес был избран премьер-министром Конгрессом депутатов 1 июня 2018 года и был приведен к присяге 2 июня. Кабинет состоял в основном из членов Испанской социалистической рабочей партии (ИСРП) и Социалистической партии Каталонии, а также ряда независимых кандидатов. Он сменил второй кабинет Рахоя. С 13 января 2020 года действует второй кабинет Санчеса.

### Инвеститура
| Инвеститура Педро Санчес (ИСРП) | |                  |
| →Избирательный бюллетень        | →Избирательный бюллетень | 1 июня 2018 года |
| Необходимое большинство →       | Необходимое большинство → | 176 из 350       |
|                                 | За - • ИСРП (84) - • Подемос (67) - • РЛК (9) - • КЕДП (8) - • БНП (5) - • Компромисс (4) - • Эх Билду (2) - • Новые Канары (1) | 180 из 350       |
|                                 | Против - • НП (134) - • Граждане (32) - • ННс (2) - • Астурийский форум (1)                                                     | 169 из 350       |
|                                 | Воздержались • Канарская коалиция (1)                                                                                           | 1 из 350         |
|                                 | Прогульщиков | 0 из 350         |

### Состав
В кабинет входят премьер-министр, вице-премьер-министр, 17 министерств и официальный представитель Правительства.
| Правительство Педро Санчеса                                             |                                   |                                                                  |                                                                             |
| Пост                                                                    | Имя                               | Период полномочий                                                | Партия                                                                      |
| Председатель правительства                                              | Педро Санчес                      | 2 июня 2018 — 8 января 2020                                      | Испанская социалистическая рабочая партия                                   |
| заместитель премьер-министра (представитель правительства в парламенте) | Кармен Кальво                     | 7 июня 2018 — 13 января 2020                                     | Испанская социалистическая рабочая партия                                   |
| министр иностранных дел, ЕС и международного сотрудничества             | Жозеп Боррель Маргарита Роблес    | 7 июня 2018 — 30 ноября 2019 30 ноября 2019 — 13 января 2020     | Социалистическая партия Каталонии беспартийная                              |
| министр юстиции                                                         | Долорес Дельгадо                  | 7 июня 2018 — 13 января 2020                                     | беспартийная                                                                |
| министр обороны                                                         | Маргарита Роблес                  | 7 июня 2018 — 13 января 2020                                     | беспартийная                                                                |
| министр финансов                                                        | Мария Хесус Монтеро               | 7 июня 2018 — 13 января 2020                                     | Испанская социалистическая рабочая партия                                   |
| министр внутренних дел                                                  | Фернандо Гранде-Марласка          | 7 июня 2018 — 13 января 2020                                     | беспартийный                                                                |
| министр транспорта                                                      | Хосе Луис Абалос                  | 7 июня 2018 — 13 января 2020                                     | Испанская социалистическая рабочая партия                                   |
| министр образования                                                     | Исабель Селаа                     | 7 июня 2018 — 13 января 2020                                     | Испанская социалистическая рабочая партия                                   |
| министр труда и миграционной политики                                   | Магдалена Валерио                 | 7 июня 2018 — 13 января 2020                                     | Испанская социалистическая рабочая партия                                   |
| министр промышленности, торговли и туризма                              | Рейес Марото                      | 7 июня 2018 — 13 января 2020                                     | Испанская социалистическая рабочая партия                                   |
| министр сельского хозяйства и продовольствия                            | Луис Планас                       | 7 июня 2018 — 13 января 2020                                     | Испанская социалистическая рабочая партия                                   |
| министр региональной политики                                           | Меричель Батет Луис Планас        | 7 июня 2018 — 21 мая 2019 21 мая 2019 — 13 января 2020           | Социалистическая партия Каталонии Испанская социалистическая рабочая партия |
| министр экологических преобразований                                    | Тереса Рибера                     | 7 июня 2018 — 13 января 2020                                     | Испанская социалистическая рабочая партия                                   |
| министр культуры и спорта                                               | Максим Уэрта Хосе Гирао           | 7 июня 2018 — 14 июня 2018 14 июня 2018 — 13 января 2020         | беспартийный Испанская социалистическая рабочая партия                      |
| министр экономики и предпринимательства                                 | Надия Кальвиньо                   | 7 июня 2018 — 13 января 2020                                     | беспартийная                                                                |
| министр здравоохранения                                                 | Кармен Монтон Мария Луиса Карседо | 7 июня 2018 — 12 сентября 2018 12 сентября 2018 — 13 января 2020 | Испанская социалистическая рабочая партия                                   |
| министр науки и инноваций                                               | Педро Дуке                        | 7 июня 2018 — 13 января 2020                                     | беспартийный                                                                |